# تادئوش میخالیک
تادئوش میخالیک (به لهستانی: Tadeusz Michalik؛ زادهٔ ۱۶ فوریهٔ ۱۹۹۱) یک کشتی‌گیر فرنگی‌کار اهل لهستان است. او در المپیک ۲۰۲۰ توکیو مدال برنز دستهٔ ۹۷ کیلوگرم را کسب کرد.

## فعالیت حرفه‌ای

### المپیک ۲۰۲۰ توکیو
میخالیک در وزن ۹۷ کیلوگرم کشتی فرنگی المپیک ۲۰۲۰ توکیو حاضر بود که در کشتی های اول و دوم هیکل العاشوری از تونس و جی‌آنگلو هانکوک از آمریکا را شکست داد اما در نیمه نهایی به موسی اولویف از روسیه باخت و به دیدار رده‌بندی رفت. وی در دیدار رده‌بندی الکس زوکه از مجارستان را شکست داد و مدال برنز وزن ۹۷ کیلوگرم را بدست آورد.